# Racomitrium
Racomitrium (deutsch: Zackenmützenmoos) ist eine Gattung von Laubmoosen aus der Unterfamilie Racomitrioideae innerhalb der Familie Grimmiaceae.
Zur Abgrenzung der Gattung Racomitrium siehe unten den Abschnitt Systematik. Die hier erfolgte Beschreibung folgt der von Frey und Stech, also Racomitrium im engeren Sinn.

## Merkmale
Die Pflanzen sind mittelgroß bis groß, steif, gewöhnlich weißlich, grau, gelb- oder braungrün bis dunkelbraun, die meist fiederig verzweigten Stämmchen besitzen viele kurze, seitliche Kurztriebe. Die Blätter sind trocken aufrecht bis leicht einseitswendig, feucht aufrecht-abstehend bis zurückgebogen, schmal eiförmig bis schmal lanzettlich und allmählich in eine lange, schlanke, hyaline Glasspitze verschmälert. Die Glasspitzen sind ausgebissen gezähnt, dicht papillös und an den oberen grob gezähnten Blatträndern lang herablaufend. Weiter nach unten hin sind die Blattränder ganzrandig und zurückgebogen bis zurückgerollt. Die Blattrippe reicht bis zur Blattspitze und ist im Querschnitt unten dreizellschichtig, oben zweizellschichtig.
Die Laminazellen sind buchtig, undurchsichtig und papillös, wobei sich die großen und flachen Papillen über den Zellwänden befinden und auch die Randbereiche der Zellen bedecken, sodass nur die Zellmitte frei bleibt. Die basalen Blattränder weisen eine oder manchmal teilweise zwei Reihen von bis zu 30 rechteckigen, durchsichtigen, glattwandigen Zellen auf. Blattflügelzellen sind nicht besonders differenziert. Die Zellen der Blattmitte sind lang-rechteckig, im oberen Blattbereich kurz-rechteckig.
Die Seta ist stark papillös, die Sporenkapsel gerade, eiförmig bis eiförmig-zylindrisch und an der Basis etwas bauchig, der Deckel lang geschnäbelt, die Kalyptra ist nackt. Die Peristomzähne sind bis auf den Grund in zwei, manchmal drei fadenförmige, stark papillöse Äste geteilt.
Die Gattung ist kosmopolitisch verbreitet.

## Systematik
Traditionell war die Gattung Racomitrium (im weiteren Sinn) gekennzeichnet durch stark buchtig bis knotig verdickte Laminazellen, einem Stämmchenquerschnitt ohne Zentralstrang und den fast bis zur Basis in zwei bis drei fadenförmige, papillöse Segmente geteilten Kapselzähnen.
Neueren Forschungen zufolge wurde die Gattung Racomitrium (im ehemaligen weiteren Sinn) durch Ochyra et al. 2003 auf nunmehr vier Gattungen aufgeteilt: Bucklandiella, Codriophorus, Niphotrichum und Racomitrium (im engeren Sinn, so wie in diesem Artikel beschrieben).

## Artenliste
Die Angaben über die Artenanzahl sind verschieden: nach Stech und Frey sind es 14 Arten, nach der Flora von Nordamerika sind es nur 3.
In Europa ist nur eine Art vertreten:
- Racomitrium lanuginosum